# 日向秋
日向 秋（ひなた あき）は、吉崎観音作の漫画『ケロロ軍曹』およびその関連作品に登場する架空の人物。
アニメ版の声優は平松晶子。

## 人物
ケロロの居候している日向家の家長で、冬樹・夏美の母親。一人称は「私」か「ママ」。
別名：マグナムおばさん。
現在日向家には父親がいない（厳密にいうと「家を購入した時点で消息不明」）が、その理由は不明である。がTVアニメ版の最終回では春という父親とおもわれる人物が日向家に帰宅している。

### 年齢
詳細な年齢は不明。なお、アニメ第73話では20年前にタイムスリップした冬樹が中学生の秋に遭遇している。

### 外見
髪の色は冬樹と同じく青みがかった黒（または紺色）で大抵はポニーテールにしており（そのまま下ろしていたり、夏美のようにツインテールにすることもある）、アホ毛が2本かかっている（冬樹は1本）。現在は髪の長さが腰に近い所まであるが、冬樹と夏美が幼かった頃はこれが首辺りまでしかなかった。服装は、胸の露出度の高い服を着ていることが多い（原作のみ）。瞳の色は明るい青緑色で、眼鏡をかけている（クルル曰く「メガネっ娘」）。
中学生のときは夏美、高校生のときは冬樹に似ている。クルルの発明したジンセイガニドアレバ銃で一度中学生に戻ったことがあり、その時は冬樹を思わせる姿になっている（このときはアホ毛を2本から1本にしていた）。その姿は冬樹と瓜二つであり、ケロロや夏美・桃華ですら見抜くことができなかった。

### 体格・能力
『ケロロ軍曹 ひみつ超ひゃっか』によれば、戦闘力や賢さ、要領をはじめとする全てのパラメーターがガルル中尉に次ぐ高さという文武両道の人物（ただ、ガルル中尉と同じく、決して「完璧な人物」ではない）。秋の能力は二人の子供にも確実に受け継がれている様子で、冬樹の鋭い考察力・洞察力といった頭脳と、夏美のずば抜けた運動神経・スタイルといった身体能力は、いずれも親譲りであると考えられる。
身長172cm、体重60kg（『ケロロ軍曹 ひみつ超ひゃっか』より）。スリーサイズは3Mの推測によるとB92・W60・H86。
抜群のスタイルを誇る美人であり、行く先々で男性はおろか女性をも虜にし、通り行く人々は必ず見とれてしまう。夏美と2人だとさらに注目をあびるため、唯一の男である冬樹は「一緒だと恥ずかしい」と一緒にいたがらない。『出没!アド星ック天国』では「地球でもっともダイナマイトな女性」と言われていた。ジンセイガニドアレバ銃で中学生に戻った時にも桃華が「私より、（胸が）おっきいんですけど…」とリアクションをして、ナレーターも「ダイナマイトですから…」と言うほどである。
頭脳明晰で運動神経も良い。原作では合気道十五段の有段者（第2話より。実際の合気道に十五段は存在しない）。クルル曰く彼女の潜在能力は桜華にも匹敵するらしく、原作第132話では秘密基地に攻め入ってきた桜華を迎撃するために、クルルに洗脳装置を付けられた状態でケロロ小隊地下秘密基地最終防衛ラインに急遽採用され、桜華と互角の闘いを繰り広げる。もっとも桜華の方は秋を傷付けず装置だけを壊す算段だったので、洗脳が解けた後は母親同士で親睦を深めた。
上記の通りジンセイガニドアレバ銃で中学生に戻った時も、筋力がその頃に戻っているはずなのにチンピラを片手で吹き飛ばしたことから、中学生の頃から相当な運動能力を持っていたことがわかる。また、アニメ第210話Bパートでオトナノカイダンノボル銃の暴発で5歳に戻り、ケロロ小隊・日向姉弟とサッカーをして遊んだ時も、5歳児とは思えない身体能力を見せていた。運動神経は夏美より高く、コントロールはアニメ第9話Bパートで飛んでいるジンセイガニドアレバ銃にピーナッツを当てて起動させるほどであり、クルルを大変驚かせた（秋本人は「まぐれよ、まぐれ」と言っている）。

### 職業
出版社「角山書店」で漫画雑誌『少年タロウ』（アニメ版では『少年アルファ』）の超有能な編集者として働いており、家には帰れないことも多い。アニメでは劇中での人気漫画・アニメ『ゲロロ艦長』作者のヨシザキ先生の担当でもある。
その実力は宇宙にもとどろき渡っており、アニメ第93話Bパートではわざわざ宇宙からスカウトマンが来たほど。

### 性格
動物嫌いであり、日向家で生き物を飼うことは禁止している。しかし、ギロロに懐いているネコとは、ネコが少女に変身したとき懇談しており、容認している。しかし、以前、ケロロと会う以前に日向姉弟がもらってきたインコが突然いなくなった日の夕食に疑惑の焼き鳥が出た、というエピソードがある（原作第2話・アニメ第1話Bパート。アニメではのちに第132話Bパートで似たエピソードがあり、その話を知っているケロロはクルルが焼き鳥を食べながら出てきた所を見て仰天していた）。しかしケロロたちは「動物の枠」を超えており、ここまで来れば例外であるため大丈夫らしく、その点を夏美に何度か突っ込まれている。少食。ニンジンが大好き。
また職業柄、宇宙人には興味があるようでケロロを家に居候させることを決めたのも宇宙人の生活に興味を持ったからである。さらにインパクトの強いキャラを気に入って居候を許したという理由もある。さばさばした性格で度胸はかなり据わっている。クルルは秋を苦手としているようである。
ドロドロ・ヌメヌメが大好きだが宇宙ニョロは苦手らしい。ケロロ小隊隊員のことは「（名前の上2文字）+ちゃん」（例えば、ケロロの場合は「ケロちゃん」）と呼んでいる。

### 母親としての秋
上記のように編集者として働いている仕事柄、家に帰れないことや冬樹・夏美との約束を守れなくなることも多い。このため（冬樹はそれほどでもない様子だが）、ママっ子の夏美は非常に寂しがっている。しかし冬樹や夏美へ母親として十分な愛情を注ぎ、女手一つで家計を支えている。
ケロロやタママからも「日向家の母親」と認識されているようであり、それぞれ「ママ殿」や「秋ママさん」と呼んでいる。

### その他のエピソード
- ケロロ小隊からは「日向家最強生物」と認識されている。日向家で唯一クルルが専用ロボを作っている（アニメオリジナルの「オータムH （AK-966） 」。第44話Bパートで一度だけ試乗するが、暴走させてクルルもてこずるほど大暴れしてしまう（以後オータムHが登場する際は大抵自動操縦で動いているが、秋搭乗時ほど活躍はしない）。
- 通勤には大型オートバイ（ホンダ・CBR1000RR）を使っている（ナンバープレートは原作で判明しており、「武蔵Cめ12-02」だが「武蔵」という登録地名は実在しない。車両番号は作者・吉崎の誕生日（12月2日）をさしており、後に彼も同じものを購入している）。
- 愛車は赤い車体色の初代ホンダ・シティ・ターボII（AA型、通称：ブルドッグ）。走り屋の中では「峠の赤い流星」と呼ばれている。オートマではなくマニュアルで運転をし、ドリフトなども簡単にこなす（原作第4巻第三拾七話）。